# 보니강

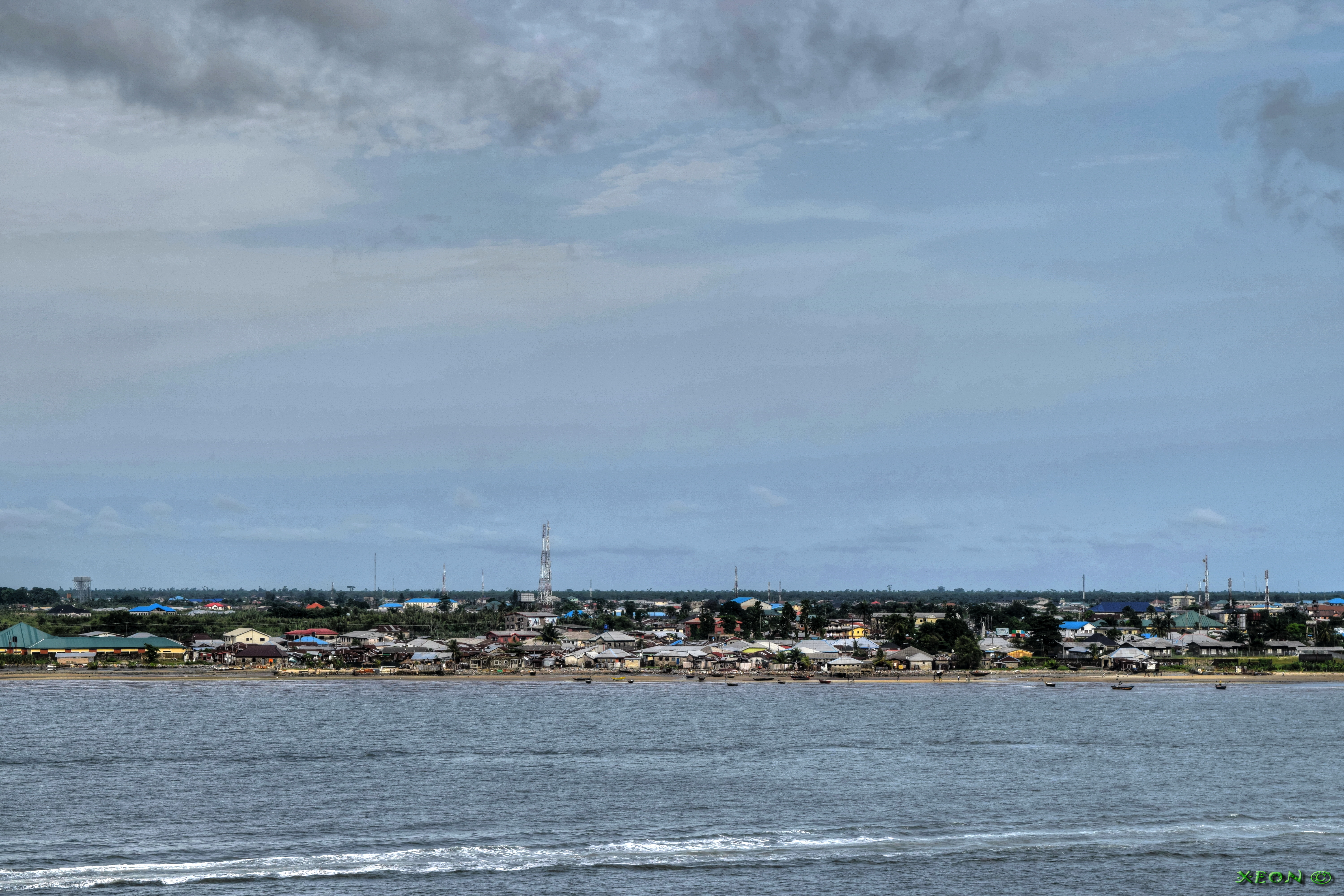
보니강

보니강(Bonny River)은 나이지리아 리버스주에 있는 강이다. 강을 따라 이동하는 수상 택시는 보니섬과 강 옆에 있는 리버스주의 주도인 포트하커트를 연결한다. 또한 니제르 나이저강 삼각주의 지류이다. 보니강에서 발견되는 새우, 총알고둥, 게와 같은 갑각류에 높은 금속 함량이 발견되었다. 보니강의 주요 활동은 어업과 사람 및 물품 수송이다.

## 보니강의 산업
- 나이지리아 액화천연가스 (NLNG) 유한회사[7]
- 연방 경광 및 해양 터미널 (FLT & FOT)
- 사이펨 계약 유한회사
- 아베온 오프쇼어 유한회사
- 국제수로기구 (IHO)

## 기후
보니는 열대 몬순 기후로, 우기는 항상 따뜻하고 건기는 덥고 주로 흐리며 때로는 답답한 날씨가 연중 계속된다. 연중 기온은 일반적으로 70°F에서 88°F 사이로 변하며 65°F 미만이나 91°F를 넘는 경우는 드물다.

## 오염
2014년, 보니강이 원유 유출로 오염되고 있다고 보도되었다.
보니섬은 가스 폭발로 인한 자연 오염이 목격되었으며, 이는 특히 기후의 동물군과 식물군에 영향을 미쳤다. 이 가스 누출로 인해 사람들이 사망했고 많은 이들이 병원에서 생존을 위해 사투를 벌이고 있다. 물고기가 죽고 토양 표면이 파괴되었다. 이는 사람들의 빈곤, 사망, 고통, 질병, 기아 문제를 특히 증가시켰다.

## 같이 보기
- 보니 경질유
- 나이저강 삼각주